# Hook in Mouth
Pistes de So Far, So Good... So What!
Liar
(7) Into the Lungs of Hell
(9)
Hook in Mouth est une chanson du groupe de thrash metal américain Megadeth issue de l'album So Far, So Good... So What!. La chanson a été écrite par Dave Mustaine et composée par Dave Mustaine et David Ellefson.
Le titre porte sur la censure, spécialement celle menée par le groupe de Tipper Gore, Parents Music Resource Center, qui força le groupe à placer une étiquette d'avertissement Parental advisory sur la pochette de leurs albums Peace Sells... but Who's Buying? et So Far, So Good... So What!.

## Composition du groupe
- Dave Mustaine - chant, guitare rythmique, guitare solo
- David Ellefson - basse, chœurs
- Jeff Young - guitare rythmique, guitare solo
- Chuck Behler - batterie, percussions